# Yang Xia
Yang Xia (chiń. 杨霞 ur. 8 stycznia 1977) – chińska sztangistka. Złota medalistka olimpijska z Sydney.
Zawody w 2000 były jej jedynymi igrzyskami olimpijskimi. Po medal sięgnęła w najwyżej kategorii wagowej do 75 kilogramów, z wynikiem 225 kilogramów. W tej samej wadze triumfowała na igrzyskach azjatyckich w 1998.